# Teoria da propriedade-trabalho

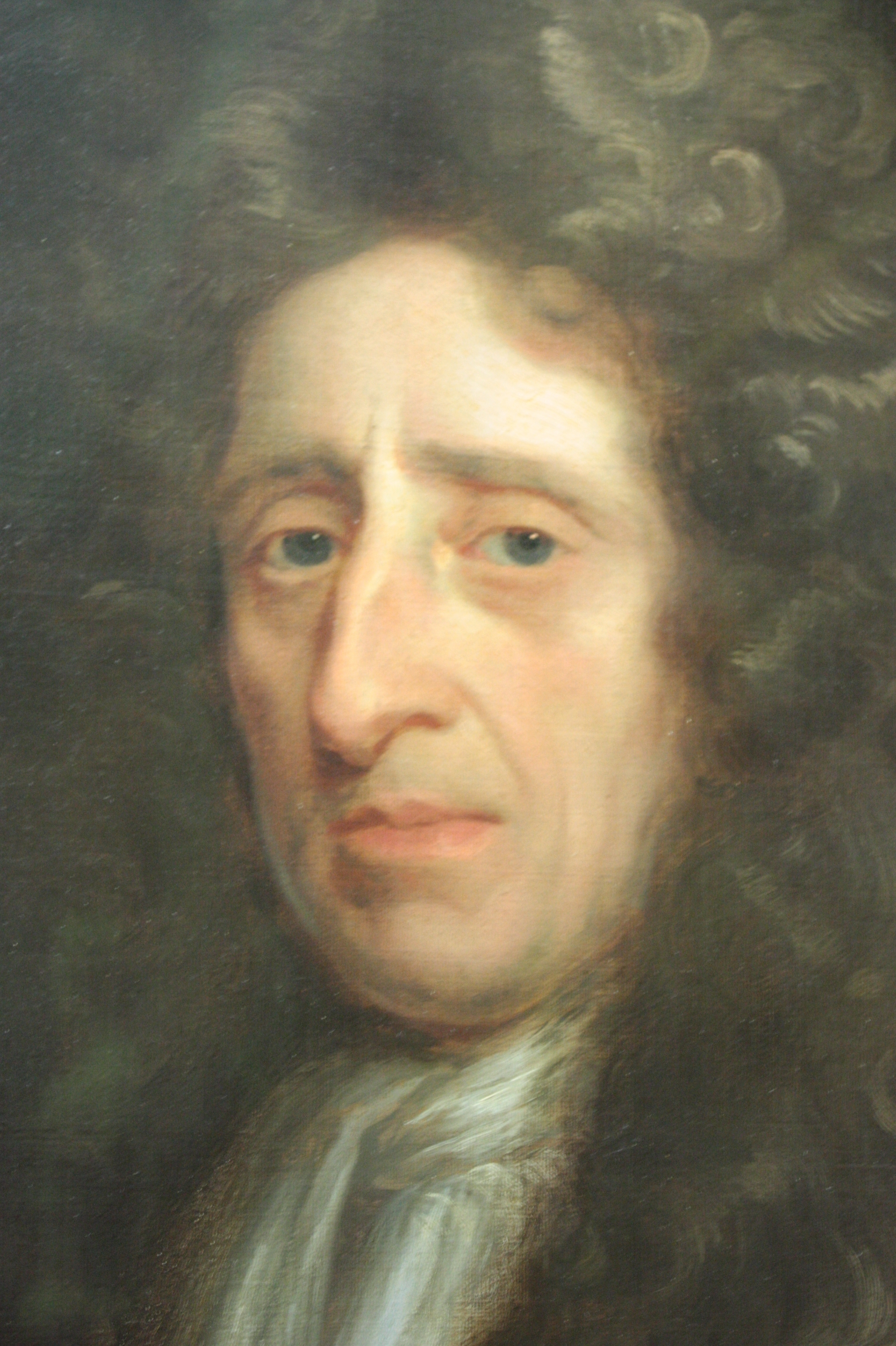
Retrato de John Locke por Godfrey Kneller, National Portrait Gallery, Londres

A Teoria da propriedade-trabalho (também chamada de teoria da apropriação do trabalho, teoria da propriedade do trabalho, teoria do direito do trabalho ou princípio da primeira apropriação) é uma teoria da lei natural que sustenta que a propriedade surge originalmente pelo exercício do trabalho sobre recursos da natureza. A teoria tem sido usada para justificar o princípio da propriedade original, que sustenta que se pode obter a propriedade permanente total de um recurso natural sem dono, realizando assim um ato de apropriação original.
Em seu Segundo Tratado sobre o Governo, o filósofo John Locke perguntou com que direito um indivíduo pode reivindicar possuir uma parte do mundo, quando, segundo a Bíblia, Deus deu o mundo a toda a humanidade em comum. Ele respondeu que, embora as pessoas pertençam a Deus, elas possuem os frutos de seu trabalho. Quando uma pessoa trabalha, o seu trabalho entra naquilo que está a produzir. Assim, a coisa produzida torna-se propriedade daquela pessoa.
No entanto, Locke sustentou que só se pode apropriar-se de propriedade desta forma se a condição lockeana for verdadeira, ou seja, "... desde que ainda restasse bastante, de tão boa qualidade, e até mais que indivíduos ainda desprovidos pudessem utilizar".

## A formulação de Locke
Ainda que a terra e todas as criaturas inferiores pertençam em comum a todos os homens, cada um guarda a propriedade de sua própria pessoa; sobre esta ninguém tem qualquer direito, exceto ela. Podemos dizer que o trabalho de seu corpo e a obra produzida por suas mãos são propriedade sua. Sempre que ele tira um objeto do estado em que a natureza o colocou e deixou, mistura nisso o seu trabalho e a isso acrescenta algo que lhe pertence, por isso o tornando sua propriedade. Ao remover este objeto do estado comum em que a natureza o colocou, através do seu trabalho adiciona-lhe algo que excluiu o direito comum dos outros homens. Sendo este trabalho uma propriedade inquestionável do trabalhador, nenhum homem, exceto ele, pode ter o direito ao que o trabalho lhe acrescentou, pelo menos quando o que resta é suficiente aos outros, em quantidade e em qualidade— John Locke - Dois Tratados sobre o Governo § 27

## Aquisição vs mistura de trabalho
Sobre as visões da Escola Austríaca, segundo Murray Rothbard, a origem de toda propriedade é traçável à apropriação de um fator sem dono, dado pela natureza por um homem, e a “mistura” do trabalho dele com este fator natural, para produzir um bem de capital ou um bem de consumo. Em uma sociedade livre, qualquer pedaço da natureza que nunca foi usado é sem dono e está sujeito à apropriação de um homem, por meio de seu primeiro uso ou mistura de seu trabalho com esse recurso.
Por exemplo, em Homem, Economia e Estado o economista Murray Rothbard afirmou:
Se Colombo pousar em um novo continente, é legítimo para ele proclamar todo o novo continente como seu, ou mesmo aquele setor “até onde seus olhos podem ver”? Claramente, esse não seria o caso na sociedade livre que postulamos. Colombo ou Crusoé teriam de usar a terra, para “cultivá-la” de alguma forma, antes que pudesse ser declarado como seu proprietário. Esse “cultivo” não tem que envolver o preparo do solo, embora seja uma forma de cultivo possível. Se o recurso natural for a terra, ele pode limpá-la para uma casa ou pasto, ou cuidar de alguns lotes de madeira, etc. Se houver mais terra do que pode ser usada por uma oferta limitada de trabalho, então a terra não utilizada precisa, simplesmente, permanecer sem proprietário até que o primeiro usuário entre em cena. Qualquer tentativa de reivindicar um novo recurso que não for utilizado, teria que ser considerada como uma invasão do direito de propriedade de quem quer que se torne o primeiro usuário.— Murray Rothbard  -  Homem, Economia e Estado  § Capítulo 2 Troca Direta 